# David Albelda
David Albelda Aliqués (Valencia, 1 september 1977) is een Spaans voormalig betaald voetballer die als verdedigende middenvelder speelde. Hij debuteerde in het seizoen 1996/97 in het profvoetbal namens Villarreal, dat hem huurde van Valencia. In september 2001 debuteerde hij in het Spaans voetbalelftal, waarvoor hij in totaal 51 interlands speelde. In augustus 2013 zette hij een punt achter zijn carrière.

## Carrière
Albelda begon zijn profloopbaan in 1997 bij Valencia CF. In zijn eerste seizoen speelde hij slechts vijf competitieduels en daarom werd de centrale middenvelder in 1998/99 een jaar verhuurd aan Villarreal CF. Toen Albelda in 1999 bij Valencia terugkeerde, was hij aanvankelijk stand-in voor Gerard López en Francisco Farinós. Toen deze twee middenvelders in 2000 vertrokken naar respectievelijk FC Barcelona en Internazionale, kreeg Albelda een basisplaats. In 2001 was Valencia verliezend finalist in de UEFA Champions League. In de jaren die volgden won Albelda met Los Chés de landstitel (2002, 2004), de UEFA Cup (2004) en de Europese Supercup (2004).
Albelda was tevens Spaans international. Met het nationale elftal nam hij deel aan Wereldkampioenschap voetbal 2002 en Euro 2004. Daarvoor had de middenvelder al op de Olympische Spelen van 2000 gespeeld. Spanje won toen de zilveren medaille.
Eind 2007 worden Albelda, Cañizares en Angulo door toenmalig trainer-coach Ronald Koeman uit de selectie van Valencia gezet. Albelda is dan bezig aan zijn tiende seizoen bij Valencia, Koeman net twintig dagen. Albelda wordt weer, samen met Santiago Cañizares en Miguel Ángel Angulo, in de selectie opgenomen wanneer Koeman ontslagen wordt als trainer van de club.
In 2013 zette hij, nadat zijn contract bij Valencia niet werd verlengd en andere clubs geen interesse toonden, een punt achter zijn actieve voetbalcarrière.

## Clubstatistieken
| Seizoen | Club                   | Land            | Competitie         | Duels | Goals |
| ------- | ---------------------- | --------------- | ------------------ | ----- | ----- |
| 1996/97 | → Villarreal CF (huur) | Vlag van Spanje | Segunda División A | 34    | 0     |
| 1997/98 | Valencia CF            | Vlag van Spanje | Primera División   | 5     | 0     |
| 1998/99 | → Villarreal CF (huur) | Vlag van Spanje | Primera División   | 35    | 2     |
| 1999/00 | Valencia CF            | Vlag van Spanje | Primera División   | 21    | 0     |
| 2000/01 | Valencia CF            | Vlag van Spanje | Primera División   | 21    | 0     |
| 2001/02 | Valencia CF            | Vlag van Spanje | Primera División   | 32    | 2     |
| 2002/03 | Valencia CF            | Vlag van Spanje | Primera División   | 28    | 0     |
| 2003/04 | Valencia CF            | Vlag van Spanje | Primera División   | 33    | 1     |
| 2004/05 | Valencia CF            | Vlag van Spanje | Primera División   | 28    | 0     |
| 2005/06 | Valencia CF            | Vlag van Spanje | Primera División   | 32    | 2     |
| 2006/07 | Valencia CF            | Vlag van Spanje | Primera División   | 25    | 0     |
| 2007/08 | Valencia CF            | Vlag van Spanje | Primera División   | 15    | 0     |
| 2008/09 | Valencia CF            | Vlag van Spanje | Primera División   | 30    | 0     |
| 2009/10 | Valencia CF            | Vlag van Spanje | Primera División   | 28    | 1     |
| 2010/11 | Valencia CF            | Vlag van Spanje | Primera División   | 16    | 0     |
| 2011/12 | Valencia CF            | Vlag van Spanje | Primera División   | 21    | 0     |
| 2012/13 | Valencia CF            | Vlag van Spanje | Primera División   | 18    | 0     |
| Totaal  | Totaal                 | Totaal          | Totaal             | 422   | 8     |

1 Aranzubia ·
2 Lacruz ·
3 Capdevila ·
4 Marchena ·
5 Vergara ·
6 Albelda ·
7 Angulo ·
8 Xavi ·
9 José Marí ·
10 Gabri ·
11 Ferrón ·
12 Puyol ·
13 Luque ·
14 Amaya ·
15 Ismael ·
16 Velamazán · 
17 Tamudo ·
18 Ortiz ·
19 Dorado ·
20 Ania · 
21 Jesuli ·
22 Láinez ·
Coach: Sáez
1 Casillas ·
2 Torres ·
3 Juanfran ·
4 Helguera ·
5 Puyol ·
6 Hierro  ·
7 Raúl ·
8 Baraja ·
9 Morientes ·
10 Tristán ·
11 De Pedro ·
12 Luque ·
13 Ricardo ·
14 Albelda ·
15 Romero ·
16 Mendieta ·
17 Valerón ·
18 Sergio ·
19 Xavi ·
20 Nadal ·
21 Enrique ·
22 Joaquín ·
23 Contreras ·
Coach: Camacho
1 Cañizares ·
2 Capdevila ·
3 Marchena ·
4 Albelda ·
5 Puyol ·
6 Helguera ·
7 Raúl  ·
8 Baraja ·
9 Torres ·
10 Morientes ·
11 Luque ·
12 Gabri ·
13 Aranzubia ·
14 Vicente ·
15 Bravo ·
16 Alonso ·
17 Etxeberria ·
18 César ·
19 Joaquín ·
20 Xavi ·
21 Valerón ·
22 Juanito ·
23 Casillas ·
Coach: Sáez
1 Casillas ·
2 Salgado ·
3 Pernía ·
4 Marchena ·
5 Puyol ·
6 Albelda ·
7 Raúl  ·
8 Xavi ·
9 Torres ·
10 Reyes ·
11 García ·
12 López ·
13 Iniesta ·
14 Alonso ·
15 Ramos ·
16 Senna ·
17 Joaquín ·
18 Fàbregas ·
19 Cañizares ·
20 Juanito ·
21 Villa ·
22 Ibáñez ·
23 Reina ·
Coach: Aragonés